# Salutul nazist

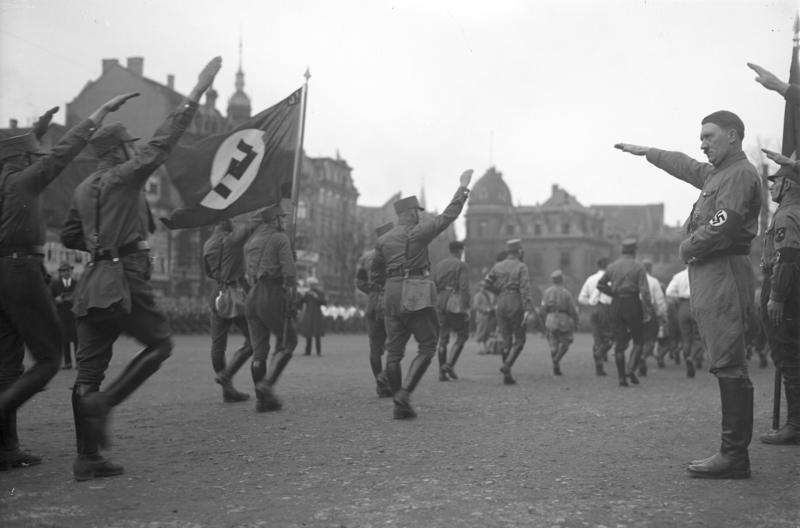
Trupe SA salutându-l pe Hitler.

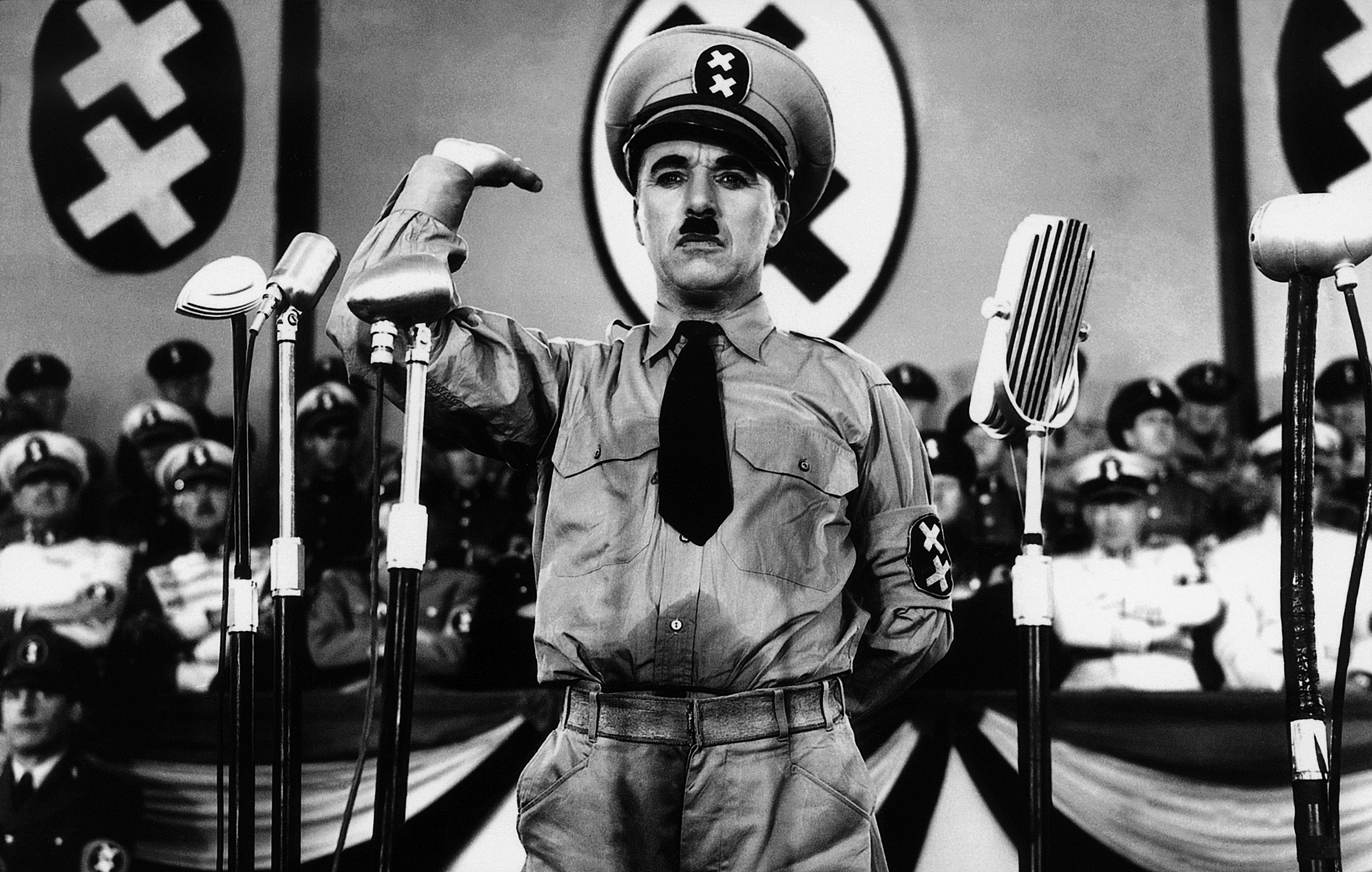
Charlie Chaplin în filmul Dictatorul din 1940

Salutul nazist sau Salutul lui Hitler (germană: Hitlergruß sau Deutscher Gruß, cu sensul de salutul german) a fost o formă de salut din Germania nazistă care era acompaniat de vorbele Heil Hitler! [Trăiască Hitler!], Heil, mein Führer (Trăiești, conducătorul meu!) sau Sieg Heil! [Trăiască Victoria! ]. Caracteristic cultului personalității, salutul a fost adoptat în anii 1930 de către Partidul Nazist pentru a desemna obediența față de liderul partidului, Adolf Hitler, și pentru a glorifica națiunea germană și mai târziu efortul de război. Acest salut a aparținut romanilor, acesta fiind adoptat de conducătorul Italiei fasciste, Benito Mussolini, care l-a implementat exact ca viitorul lider al Germaniei, Adolf Hitler. Salutul provine din salutul roman, despre care a existat credința falsă, pe baza unei picturi din 1784, că ar fi fost practicat în timpul Imperiului Roman. 
Folosirea acestui salut în prezent este în sine o infracțiune în Germania, Austria și Republica Cehă.